# Chemin des Patineurs
Pour les articles homonymes, voir Patineur.
Le chemin des Patineurs (en néerlandais: Schaatsersweg) est un chemin en forêt de Soignes.

## Galerie

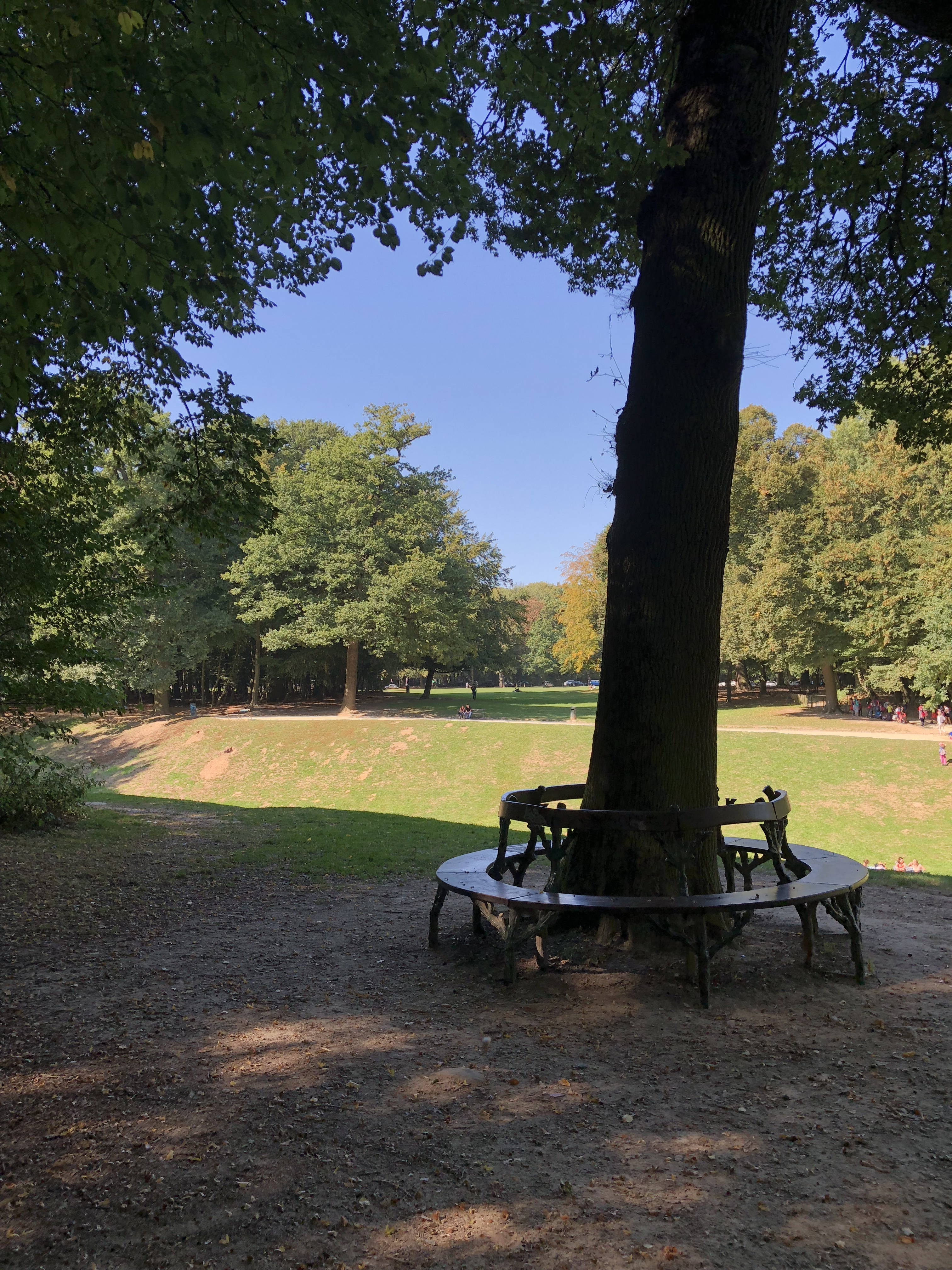
Le banc circulaire de Victor Jamaer, face au ravin
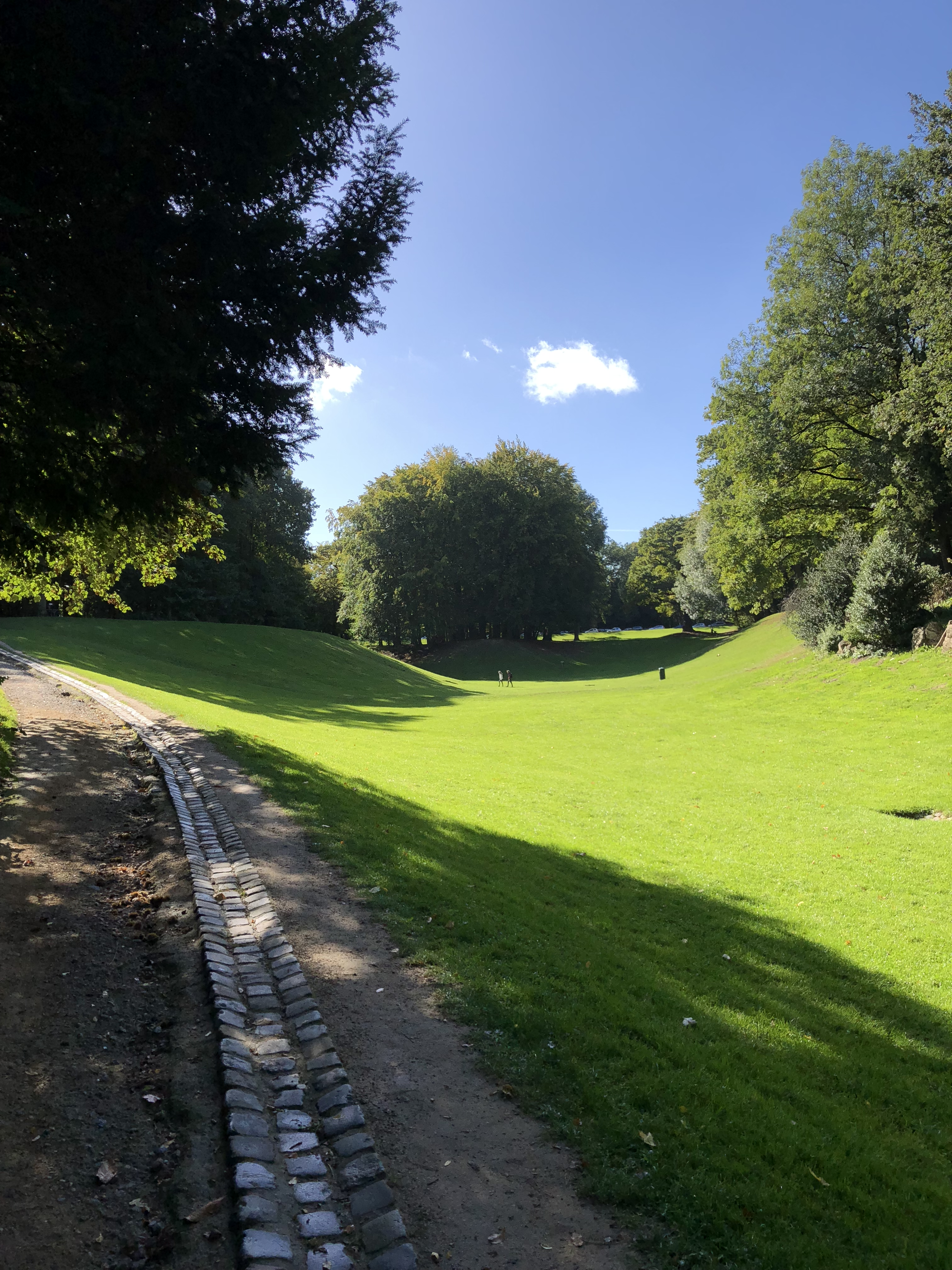
Le ravin et, à gauche, le chemin des Patineurs